# 達拉斯 (喬治亞州)
達拉斯（英語：Dallas）是一個位於美國喬治亞州保爾丁縣的城市。根據2010年美國人口普查，該地共人口11544人，而該地的面積約為11.80平方千米。同時該地也是保爾丁縣的縣治。

## 地理
達拉斯的座標為33°55′07″N 84°50′27″W / 33.91861°N 84.84083°W，而該地的平均海拔高度為318米（即1043英尺）。